# Brontosaurus (Film)
Brontosaurus ist ein 1979 in der Tschechoslowakei gedrehter Kinderfilm. Er ist dem Naturschutz und den jungen Umweltschützern gewidmet.

## Handlung
Der Held Tomáš ist hässlich. Er interessiert sich für Natur und Tiere und züchtet exotische Vögel. In seiner Freizeit säubert er mit Freunden den Wald. Sein Gegner ist der ältere Mitschüler Franta, der im Wald für seine zahme Eule Vögel schießt. Schwester Dana geht mit Tomáš in eine Klasse und versucht ihn zu besänftigen. Eines Tages öffnet Franta die Volieren mit Vögeln. Nach und nach fangen sie alle Vögel wieder ein. Dabei versöhnen sich die Kontrahenten.

## Kritik
Das Lexikon des internationalen Films bezeichnete Brontosaurus als „Lehrfilm, der sein Thema zwar unterhaltsam aufbereitet, aber in der psychologischen Begründung zu schwach ist und seine Moral zu dick aufträgt.“